# Santa Luzia do Itanhy
Santa Luzia do Itanhy là một đô thị thuộc bang Sergipe, Brasil. Đô thị này có diện tích 336,2 km², dân số năm 2007 là 13097 người, mật độ 38,96 người/km².